# Tandem Pop
Tandem Pop är radioprogram på Radio AF. Tandem Pop sänds varje torsdag, under universitetsterminerna, 21-22 på Radio AF – 99,1 MHz i Lund med omnejd och 91,1 MHz i Dalby samt på nätet via radioaf.se.
Tandem Pop har sänts i över tio år och spelar alternativ musik. Tidigare medarbetare är bland andra Christian Olsson, Jonas Nilsson, Micke Svedberg, Jakob Ingemansson och Kristian Rosengren. Under många år var Dan Eriksson programledare. Nuvarande programledare är Jonas Edenbrandt och Karl Edqvist.